# Московский авиационно-ремонтный завод ДОСААФ
Московский авиационно-ремонтный завод ДОСААФ (МАРЗ) — российское авиационно-ремонтное предприятие. Расположено в посёлке Федурново городского округа Балашиха Московской области. Полное наименование — Закрытое акционерное общество «Московский авиационно-ремонтный завод ДОСААФ».

## История
Московский авиационно-ремонтный завод ДОСААФ основан в мае 1939 года.
- С марта 1955 года — Авиационно-ремонтная база ДОСААФ СССР.
- С апреля 1966 года — МАРЗ™ ДОСААФ СССР.
- С января 1992 года — МАРЗ™ РОСТО.
- С июля 1999 года — ЗАО «Московский АРЗ РОСТО».
- С августа 2012 года — ЗАО «Московский авиационно-ремонтный завод ДОСААФ».

## Деятельность
Капитальный ремонт:
- вертолётов Ми-8 и его модификаций,
- вертолётов Ми-8МТ,
- вертолётов Ми-2 и его модификаций,
- самолётов Ан-2 всех модификаций,
- самолётов Ан-3,
- двигателей АШ-62ИР всех серий,
- редукторов ВР-2,
- агрегатов вертолёта Ка-26,
- компонентов и комплектующих изделий вертолётов Ми-8МТВ.

Техническое обслуживание:
- самолётов Ан-2, Ан-3,
- вертолётов Ми-2,
- вертолётов Robinson R44.

Аэропортовая деятельность

- Аэродром «Чёрное» оказывает сертифицированные по нормам гражданской авиации  услуги по аэропортовому обслуживанию воздушных судов.

Авиационные услуги
- Завод до 2017 года выполнял авиационные работы на вертолёте Ми-2.